# VERKA

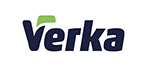

Die Verka VK Kirchliche Vorsorge VVaG (Verka VK) mit Sitz in Berlin-Schmargendorf ist eine Einrichtung der betrieblichen Altersversorgung im Durchführungsweg der Pensionskasse.
Die Verka agiert im Verbund aus zwei ergänzenden Gesellschaften. Die Verka VK Kirchliche Vorsorge VVaG übernimmt die Vorsorgeverwaltung für Landeskirchen und deren Versorgungseinrichtungen. Darüber hinaus umfasst das Angebot die Kapitalanlagenverwaltung sowie weitere Dienstleistungen bis hin zur Verwaltung von Versorgungseinrichtungen.
Die Verka PK Kirchliche Pensionskasse AG setzt den Schwerpunkt auf die überbetriebliche Rentenversicherung – auch im außerkirchlichen Bereich.

## Geschichte
Gegründet wurde die Verka im Jahre 1924 durch den Central-Ausschuss für die Innere Mission der Evangelischen Kirche in Deutschland. Gemäß Gründungsauftrag sollte der zunächst als „Versorgungskasse für die Berufsarbeiter und Berufsarbeiterinnen der Inneren Mission“ firmierende Versicherungsverein auf Gegenseitigkeit (VVaG) die Leistungen aus der gesetzlichen Rentenversicherung durch eine betriebliche Versorgung ergänzen. Aufgrund der gewählten Rechtsform sollen alle erwirtschafteten Überschüsse den Versicherten zugutekommen.
Die Verka ist seit 1998 dereguliert und gilt als großer VVaG. Als solcher unterliegt er Vorschriften des Aktiengesetzes. Bei den Versicherungsnehmern handelt es sich heute in erster Linie um die Mehrzahl der evangelischen Landeskirchen in Deutschland. Die Versicherten sind daher überwiegend Angehörige des öffentlichen Dienstes, v. a. von Kirchen, der Diakonie und freien Wohlfahrtspflege, seit Öffnung der Kasse Ende der 1990er Jahre aber auch der Privatwirtschaft. Mit ca. 57.000 Versicherten und 109 Mio. € Beitragseinnahmen (2013) gilt die gemäß Versicherungsaufsichtsgesetz unter Aufsicht der Bundesanstalt für Finanzdienstleistungsaufsicht (BaFin) stehende VERKA als eine der größten überbetrieblichen Pensionskassen in Deutschland.
Zur Erweiterung hat die Verka im Jahre 2000 die Vifa Unterstützungskasse GmbH und 2002 gemeinsam mit anderen Finanzdienstleistungsunternehmen, Landeskirchen und der EKD die Vifa Pensionsfonds AG als einen der ersten in Deutschland zugelassenen Pensionsfonds gegründet. Die Verwaltung der Unternehmen des Versorgungsverbunds erfolgt in Personalunion durch die Verka bzw. deren Mitarbeiter.
2014 wurde in Abstimmung mit den Landeskirchen die Ausrichtung der Verka verändert und diese in zwei Unternehmen getrennt: Die Verka agiert fortan als Verbund aus Verka PK Kirchliche Pensionskasse AG und Verka VK Kirchliche Vorsorge VVaG.
2015 wurde im Zuge einer strategischen Neuausrichtung nach dem Verkauf der Vifa Pensionsfonds AG an die Pensionskasse für die Deutsche Wirtschaft auch die Vifa Unterstützungskasse GmbH aus dem Verka-Verbund gelöst und an die Continentale Lebensversicherung AG verkauft.
Als Ergebnis des mit Kunden und Aufsichtsrat durchgeführten Strategieentwicklungsprozess wurden neue Angebotsmodelle eingeführt. Die Verka VK bleibt auch weiterhin Dienstleister für die Administration der Vifa Pensionsfonds AG und legt damit den Grundstein für das zukünftige Angebotsmodell der Verwaltung von Versorgungseinrichtungen.
Das Angebotsspektrum des Verka-Verbundes wurde mit Einführung der Angebotsmodelle Vorsorgeverwaltung, Kapitalanlagenverwaltung (im Wege der Verwaltung von Versorgungseinrichtungen) und klassische Rentenversicherung ausgerichtet.
Seit 2018 bietet die Verka die individuellen Angebote in der Kapitalanlagenverwaltung und der Verwaltung von Versorgungseinrichtungen zukünftig nicht mehr allein den Landeskirchen sowie deren Versorgungseinrichtungen an, sondern auch interessierten Kunden außerhalb des kirchlichen Bereichs.
Parallel hat auch die Verka PK ihr Geschäftsmodell neu ausgerichtet. 
Der eingetragene Markenname Verka resultiert aus der ursprünglichen Bezeichnung als Versorgungskasse, die sich seit dem Jahre 2002 nicht mehr im Firmennamen findet. Die Verka hat etwa 60 Beschäftigte an ihrem Geschäftssitz in Berlin.